# 中村八幡神社 (練馬区)
中村八幡神社（なかむらはちまんじんじゃ）は、東京都練馬区中村南にある神社。練馬区に4社ある八幡宮の一社で、正式名称は「八幡神社」だが、バス停留所などでは「中村八幡神社」と呼ばれている

## 祭神
応神天皇

## 歴史
この地にいつ八幡神社が建立されたかは定かではない。旧来より旧中新井村の氏地であり、現在では中村北、中村および中村南の氏社である。
『新編武蔵風土記稿』（1884年）の豊島郡中村の項目には、「村ノ鎮守ナリ、南蔵院持」とあり、江戸時代末期には同じ中村にある南蔵院が別当寺であった。『北豊島郡神社誌』（1933年）には、「創立年代不詳ナルモ、徳川時代ヨリ、当中村町ノ産土神トシテ崇敬厚ク、明治七年四月、東京府ヨリ村社ニ指定セラレ、現在ニ及ブ」とあり、中村住人450戸が氏子であったと記されている。また『東京都神社名鑑』（1988年）によれば、言い伝えとして正保年間（1644年～48年）以前の建立だとしている。

## 境内
現在の本殿は安永2年（1772年）に再建されたもので、練馬区内で最も古い建築物の1つである。拝殿が慶応2年（1866年）改築とされる。他に神楽殿があり、こちらは昭和47年（1972年）と新しい。
境内には他にも、文政10年（1827年）12月吉日銘の狛犬や、日露戦役記念碑などの石碑、陰刻がある力石などかある。境内にある石碑の1つ、「祭典用地奉納記念碑」には、大正6年（1917年）に中新井村、堀之内村、中村の有志3名が当社の現在の敷地358坪中の215坪を寄付したと記されている。

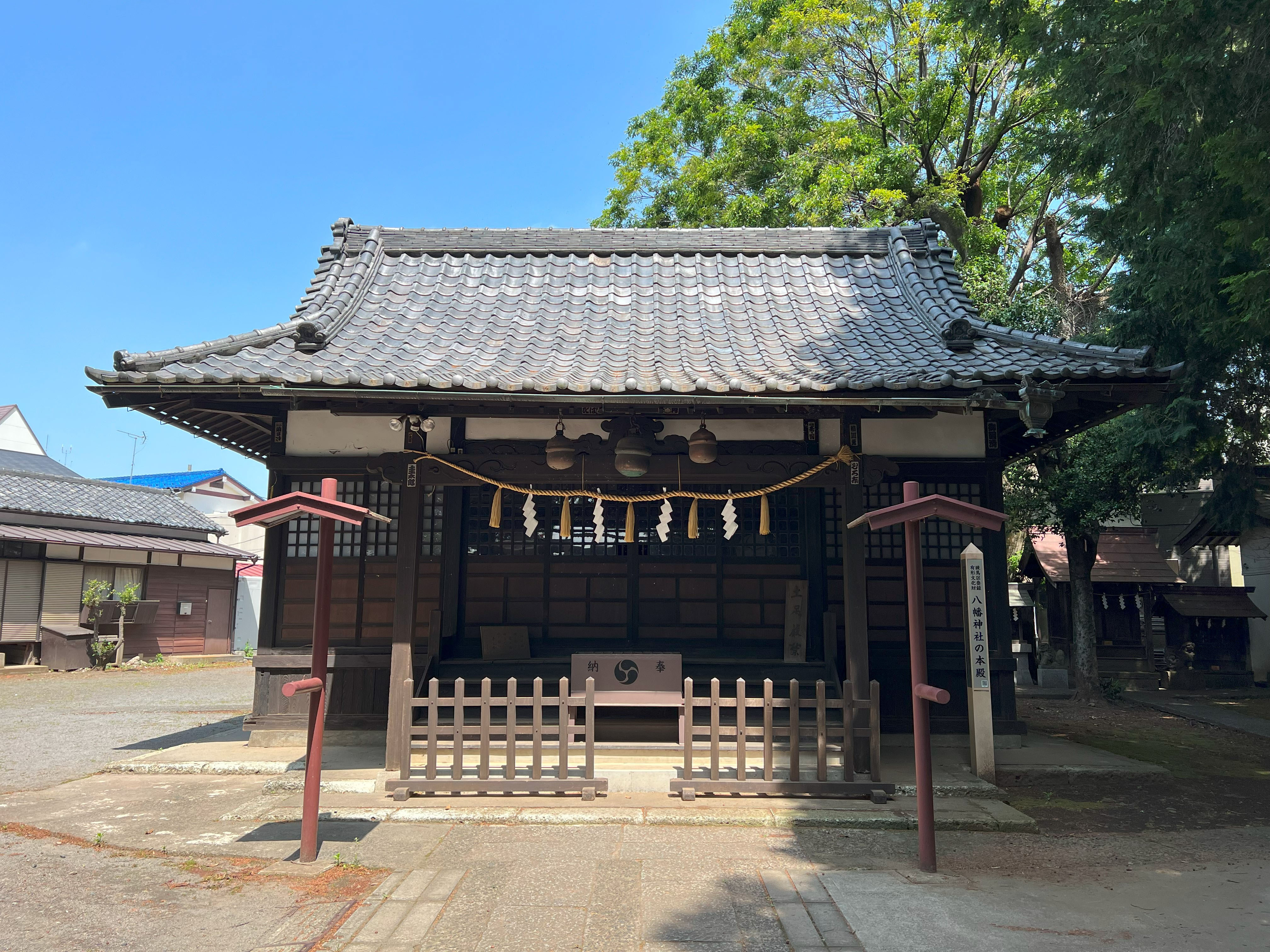
拝殿
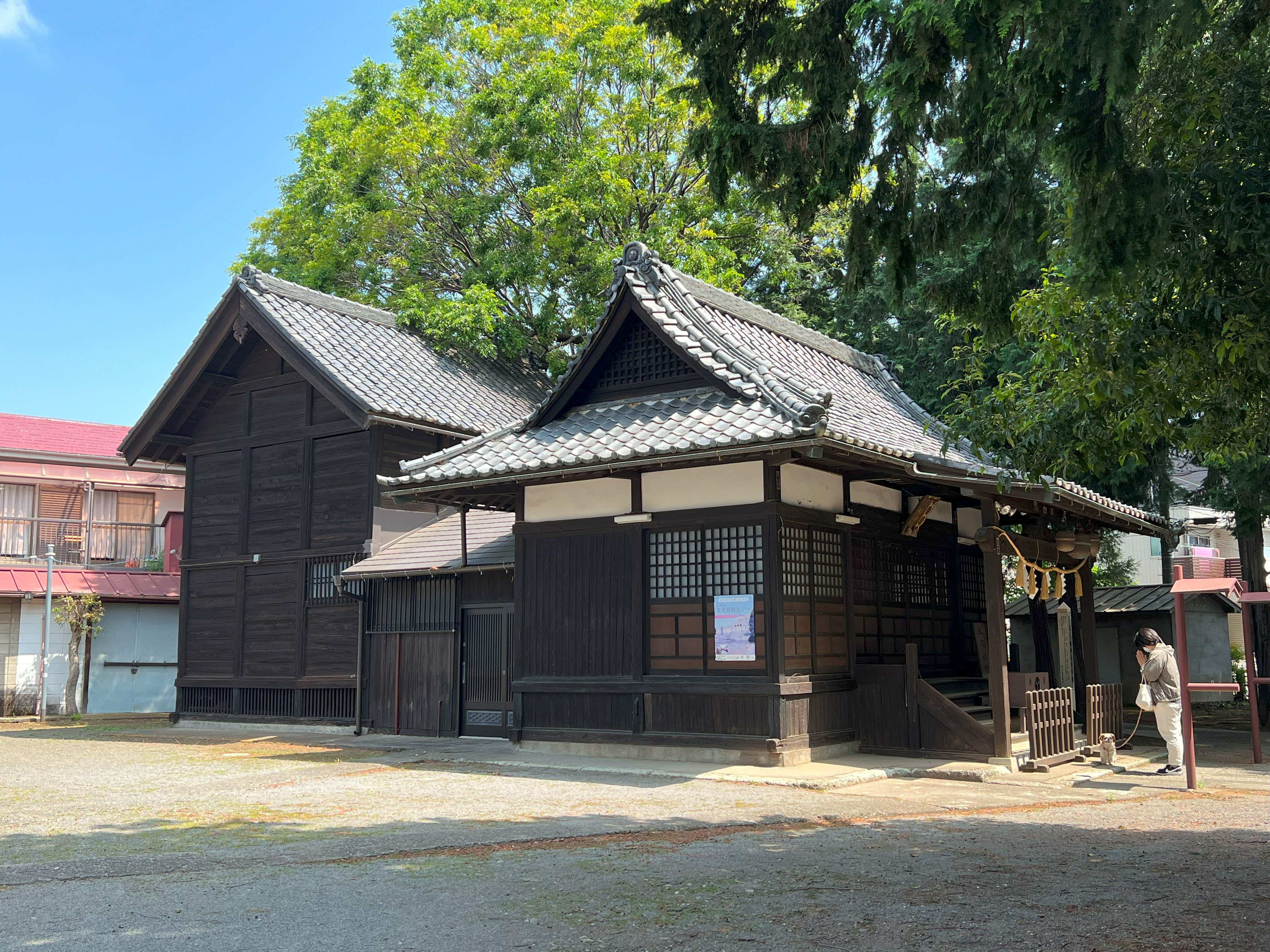
本殿覆屋
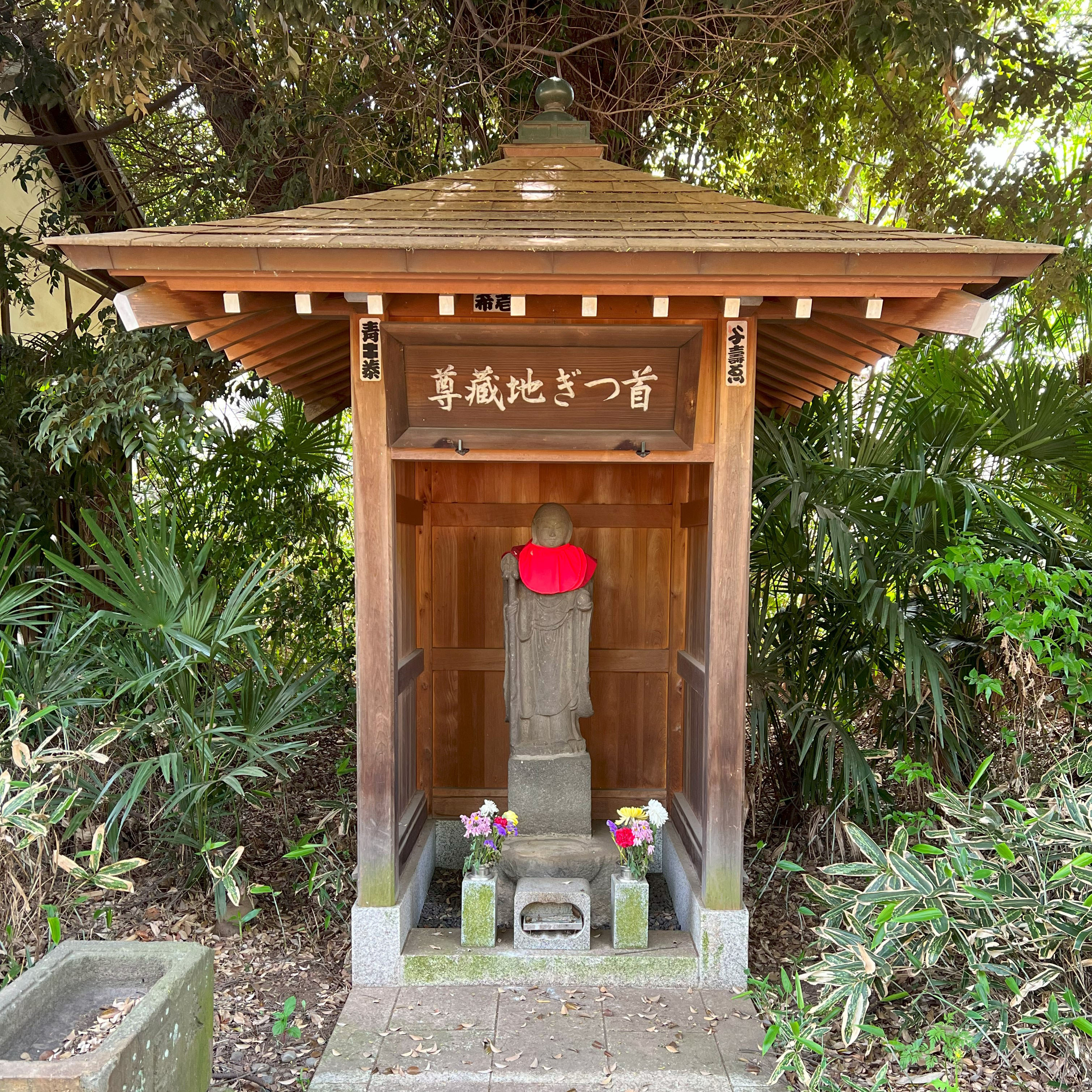
南蔵院の首継地蔵尊

### 首つぎ地蔵
当社裏、かつて西光寺の敷地だった場所に「首つぎ地蔵」と呼ばれる地蔵像があった。
言い伝えでは、かつては首と胴体が別々の場所にあったが、信心深い2人の夢枕に立って繋げるよう伝え、首を運んで胴体に据えたらくっついたという。その由来から、昭和初期の不況時代には「首切り」を免れようと参詣者で賑わった。現在、再開発によって地蔵像と祠は南蔵院に移築している。

## 境内社
- 三社神社（以下の3社を合祀）
  - 熊野神社（伊邪那美命）
  - 北野神社（菅原道真）
  - 秋葉神社（火産霊神）
- 須賀神社（須佐之男命）
- 御嶽神社（大穴牟遅神、少彦名神）

## 文化財

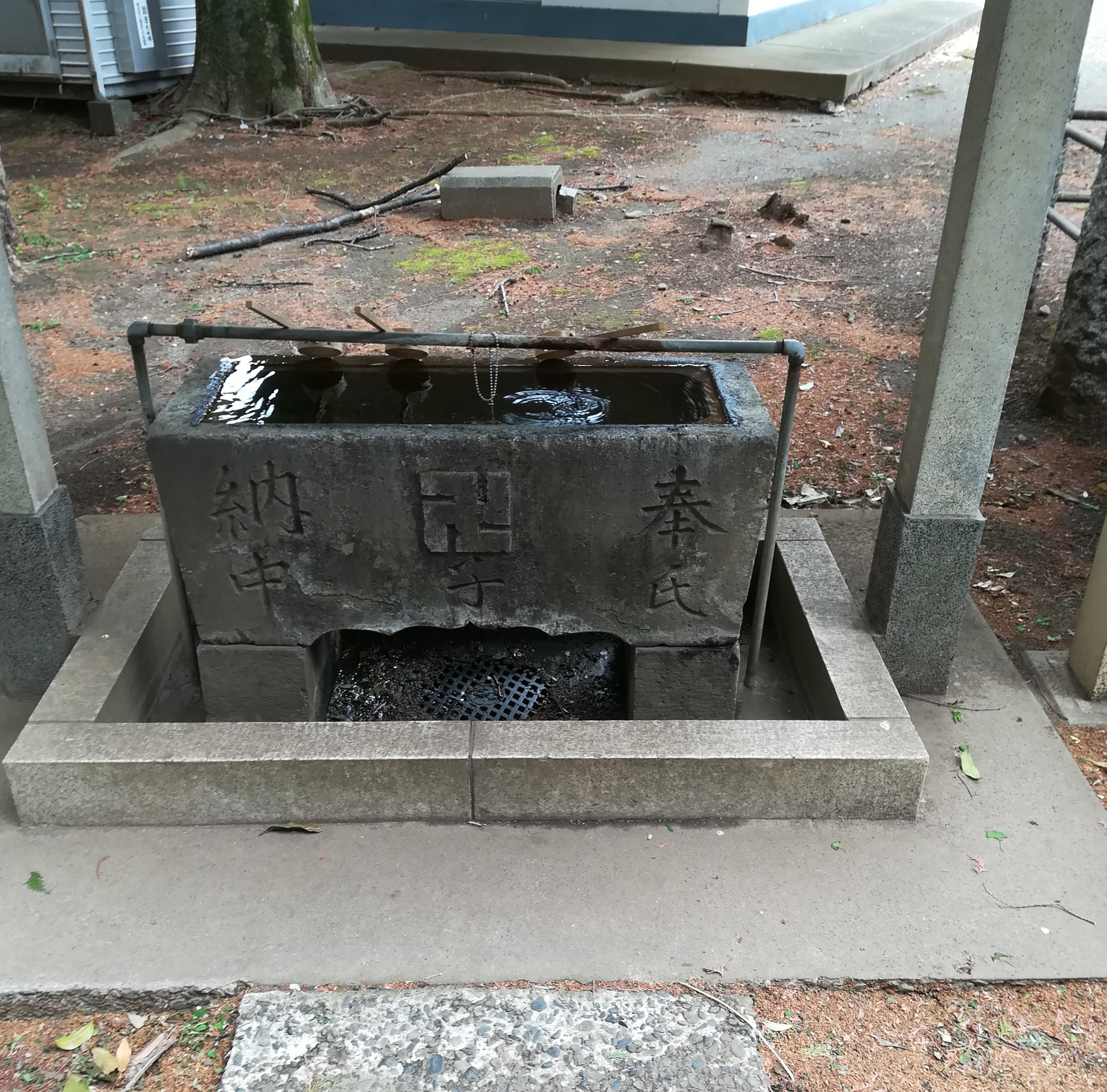
中村八幡神社の水盤。正面に卍の刻印がある

### 練馬区登録有形民俗文化財
八幡神社本殿
平成10年度に登録。一間社流造で、身舎（もや）の柱は八角柱で土台建、切目長押、内法長押で組まれている。向拝は角柱を木鼻がついた水引虹虹梁が支えている。身舎柱上には出三斗を載せ、正側面とも中備に蟇股を置いている。繋梁は身舎内法長押上から再び向拝桁と組んである。屋根はこけら葺きである。全体に朱色の塗装がされていた痕跡がある。これらの建築様式や細部の意匠は17世紀の寺社建築に見られる特徴がある。現在は覆屋で覆われており、非公開である。
水盤
平成19年度登録。手水舎として本殿脇にある水盤は側面に文政13年（1830年）11月吉日の日時と、願主11人の刻印がある。背面にも刻印があったが摩耗している。一番の特徴は正面にある「卍」の刻印である。かつて当社西方に南蔵院の末寺・西光寺という寺院があり、神社の水盤に卍があるのは西光寺との神仏習合の名残だとされている。

## 現地情報
所在地
- 東京都練馬区中村南3-2-1

交通アクセス
- 最寄駅：西武池袋線中村橋駅下車後、徒歩約11分
- 最寄駅：西武新宿線鷺ノ宮駅下車後、徒歩約13分
- 最寄バス停：関東バス中村橋駅 - 阿佐ケ谷駅区間 バス停「中村八幡」下車後、徒歩約1分